# Angeli in demoni
Angeli in demoni (izvirno angleško Angels & Demons) je knjiga ameriškega pisatelja Dana Browna, ki je izšla leta 2000. V slovenščino jo je prevedla Nataša Müller.
Po knjigi so posneli tudi istoimenski film.

## Vsebina
Harvardski profesor Robert Langdon naleti na truplo z vžganim simbolom iluminatov, znanstvenikov, ki so se v 16. stoletju v Rimu uprli Katoliški cerkvi. Umor uglednega znanstvenika v švicarskem raziskovalnem središču CERN v Langdonu vzbudi sume, da je red oživel in da pripravlja veliko maščevanje. S hčerko umorjenega fizika, Vittorio Vettra, se odpravi v Vatikan, da bi raziskal umor in skrivnost starodavnega reda, tam pa ju čaka vrsta presenečenj iz vatikanskega podzemlja. Zgodba se odvija prav na dan, ko kardinali v Sikstinski kapeli volijo novega papeža, zato teroristična zarota ni izključena.
Izkaže se, da so neznanci v Vatikan postavili posodo z antimaterijo, ki bi ga sveto mesto povsem uničila. Hkrati ugrabijo in pozneje grozljivo ubijejo štiri kardinale, ki veljajo za favorite ob volitvah papeža.

## Kritika
Kritiki so izpostavili več znanstvenih netočnosti in zgodovinskih neresničnosti v knjigi, ki jo je avtor oglaševal kot fikcijo, a podprto z raziskovanjem. Burno so reagirali tudi katoliški verski voditelji, ki so zgodbo vzeli kot napad na katoliško Cerkev.